# کیت هایوود
کیت هایوود (به انگلیسی: Kate Haywood) (زادهٔ ۱ آوریل ۱۹۸۷) شناگر اهل بریتانیا است.